# Bawełniak toltecki
Bawełniak toltecki (Sigmodon toltecus) – gatunek ssaka z podrodziny bawełniaków (Sigmodontinae) w obrębie rodziny chomikowatych (Cricetidae).

## Zasięg występowania
Bawełniak toltecki występuje we wschodnim Meksyku od południowo-wschodniego Tamaulipas na południe przez przesmyk Tehuantepec do półwyspu Jukatan, zachodniego Chiapas, Belize, północnej Gwatemali i północno-zachodniego Hondurasu.

## Taksonomia
Gatunek po raz pierwszy zgodnie z zasadami nazewnictwa binominalnego opisał w 1860 roku szwajcarski entomolog Henri de Saussure nadając mu nazwę Hesperomys toltecus. Holotyp pochodził z. 
Wcześniej S. toltecus uznawano za podgatunek S. hispidus, dopóki analizy molekularne nie wykazały silnej dywergencji genetycznej i kladystycznej separacji. Przypisanie taksonów microdon, saturatus i furvus do S. toltecus potwierdzono w analizach molekularnych, chociaż ich ranga podgatunkowa wymaga oceny. Autorzy Illustrated Checklist of the Mammals of the World uznają ten takson za gatunek monotypowy.

### Etymologia
- Sigmodon: gr. σῖγμα sigma „litera Σ”; ὀδούς odous, ὀδóντος odontos „ząb”; w aluzji do sigmoidalnego wzoru na zębach trzonowych gdy ich korony są zużyte[10].
- toltecus: Toltekowie, rdzenna, prekolumbijska ludność zamieszkująca środkowy Meksyk[11].

## Morfologia
Długość ciała (bez ogona) 138–227 mm, długość ogona 112–165 mm, długość ucha 16–24 mm, długość tylnej stopy 29–41 mm; masa ciała 70–133 g. 

## Ekologia
Zamieszkuje pogórza i niziny. Można je znaleźć na terenach uprawnych, w tym tereny uprawy cukrowca lekarskiego.

## Populacja
Gatunek ten jest powszechny.